# Forsmåelse
Forsmåelse er en dansk dokumentarfilm fra 1995, der er instrueret af Søren Fauli efter manuskript af ham selv og Lars Kjeldgaard.

## Handling
Søren Fauli borer i oplevelsen af at blive afvist og vraget. Han går i kødet på medieverdenens pampere og de kolleger, der løber med de laurbær, der burde tilkomme ham.